# Intercontinental GT Challenge 2024
 (août 2023).
 (décembre 2023).
La mise en forme du texte ne suit pas les recommandations de Wikipédia : il faut le « wikifier ».
Les points d'amélioration suivants sont les cas les plus fréquents. Le détail des points à revoir est peut-être précisé sur la page de discussion.
- Les titres sont pré-formatés par le logiciel. Ils ne sont ni en capitales, ni en gras.
- Le texte ne doit pas être écrit en capitales (les noms de famille non plus), ni en gras, ni en italique, ni en « petit »…
- Le gras n'est utilisé que pour surligner le titre de l'article dans l'introduction, une seule fois.
- L'italique est rarement utilisé : mots en langue étrangère, titres d'œuvres, noms de bateaux, etc.
- Les citations ne sont pas en italique mais en corps de texte normal. Elles sont entourées par des guillemets français : « et ».
- Les listes à puces sont à éviter, des paragraphes rédigés étant largement préférés. Les tableaux sont à réserver à la présentation de données structurées (résultats, etc.).
- Les appels de note de bas de page (petits chiffres en exposant, introduits par l'outil «  Source ») sont à placer entre la fin de phrase et le point final[comme ça].
- Les liens internes (vers d'autres articles de Wikipédia) sont à choisir avec parcimonie. Créez des liens vers des articles approfondissant le sujet. Les termes génériques sans rapport avec le sujet sont à éviter, ainsi que les répétitions de liens vers un même terme.
- Les liens externes sont à placer uniquement dans une section « Liens externes », à la fin de l'article. Ces liens sont à choisir avec parcimonie suivant les règles définies. Si un lien sert de source à l'article, son insertion dans le texte est à faire par les notes de bas de page.
- La présentation des références doit suivre les conventions bibliographiques. Il est recommandé d'utiliser les modèles {{Ouvrage}}, {{Chapitre}}, {{Article}}, {{Lien web}} et/ou {{Bibliographie}}. Le mode d'édition visuel peut mettre en forme automatiquement les références.
- Insérer une infobox (cadre d'informations à droite) n'est pas obligatoire pour parachever la mise en page.

Pour une aide détaillée, merci de consulter Aide:Wikification.
Si vous pensez que ces points ont été résolus, vous pouvez retirer ce bandeau et améliorer la mise en forme d'un autre article.
Navigation
2023 2025
L' Intercontinental GT Challenge 2024 est la neuvième saison de l'Intercontinental GT Challenge. Il comprend quatre manches. La première manche est les 12 heures de Bathurst le 18 février et la finale est les 8 Heures d'Indianapolis le 6 octobre.

## Calendrier
Le calendrier provisoire a été dévoilé le 1er juillet 2023, lors de la conférence de presse annuelle des 24 Heures de Spa du SRO. Il comprend quatre manches,.
| Rond | Course                                | Circuit                                                     | Date            | Rapport |
| ---- | ------------------------------------- | ----------------------------------------------------------- | --------------- | ------- |
| 1    | Repco Bathurst 12 heures              | Circuit du Mont Panorama, Bathurst, Australie               | 16 – 18 février | Rapport |
| 2    | ADAC Ravenol 24 heures du Nürburgring | Nürburgring Nordschleife, Nürburg, Allemagne                | 30 mai - 2 juin | Rapport |
| 3    | CrowdStrike 24 heures de spa          | Circuit de Spa-Francorchamps, Stavelot, Belgique            | 27 – 30 juin    | Rapport |
| 4    | 8 Heures d'Indianapolis par AWS       | Circuit automobile d'Indianapolis, Indianapolis, États-Unis | 4 – 6 octobre   | Rapport |

## Entrées
| Fabricant    | Équipe                   | Voiture         | Non.            | Conducteurs          | Classe | Les manches |
| ------------ | ------------------------ | --------------- | --------------- | -------------------- | ------ | ----------- |
| Audi         | Valmont Racing           | R8 LMS GT3      |                 |                      |        |             |
| Lamborghini  | Wall Racing              | Hurcan GT3 Evo2 | 6               | Adrien Deltz         |        | 1           |
| Lamborghini  | Wall Racing              | Hurcan GT3 Evo2 | 6               | David Mur            |        | 1           |
| Lamborghini  | Wall Racing              | Hurcan GT3 Evo2 | 6               | Tony D'Alberto       |        | 1           |
| Lamborghini  | Wall Racing              | Hurcan GT3 Evo2 | 6               | Nieur de subventions |        | 1           |
| MARC         | TekworkX Motorsport      | IRC GT          |                 | Nash Morris          | INV    | 1           |
| MARC         | TekworkX Motorsport      | IRC GT          | Paul Tracy      |                      | INV    | 1           |
| MARC         | TekworkX Motorsport      | IRC GT          | Daniel Bégayer  |                      | INV    | 1           |
| McLaren      | Méthode Sport Automobile | Artura GT4      |                 |                      | C      | 1           |
| Mercedes-AMG | Volante Rosso Motorsport | AMG GT3 Évo     |                 |                      | PA     | 1           |
| Mercedes-AMG | Volante Rosso Motorsport | AMG GT3 Évo     |                 |                      | S      | 1           |
| Mercedes-AMG | Course SunEnergy1        | AMG GT3 Évo     |                 |                      |        | 1           |
| Vortex SAS   | Vortex SAS               | Vortex 2.0      |                 | Lionel Amrouche      | INV    | 1           |
| Vortex SAS   | Vortex SAS               | Vortex 2.0      | Julien Boulot   |                      | INV    | 1           |
| Vortex SAS   | Vortex SAS               | Vortex 2.0      | Philippe Bonnel |                      | INV    | 1           |

## Voir également
- Coupe d'Endurance GT World Challenge Europe 2024